# صندوق الطائر (فلم)
صندوق الطائر (بالإنجليزية: Bird Box) هو فيلم أمريكي عن نهاية العالم وما بعدها، من إخراج سوزان بيير وبطولة ساندرا بولوك، صدر في عام 2018.

## الحبكة
مالوري (ساندرا بولوك) الشخصية الرئيسية في الفيلم أُمّ لطفلين (بنت وولد) بدون اسمين. يبدأ الفيلم بفلاش باك خمس سنوات قبلاً، حيث تنتشر ظاهرة عالمية للانتحار الجماعي تبين فيما بعد أنها بسبب رؤية مخلوقات غريبة تتحكم في الشخص فور مشاهدته لها وتجعله يحاول الانتحار وكانت أخت مالوري من بين الضحايا حيث رمت نفسها أمام شاحنة. بعد ذلك التحقت مالوري وكانت حاملاً في ذلك الوقت بمجموعة من الناجين في بيت خارج المدينة كانوا مختبئين فيه. حيث انتحر صاحب المنزل بعد مشاهدته للمخلوقات من كاميرات المراقبة، وبعدها تم استنفاذ كل الموارد الغذائية في المنزل، فتقرر المجموعة الذهاب إلى سوبرماركت لتأمين حاجاتها فجهزت سيارة صاحب المنزل بنوافذ معتمة ومستشعرات ومحدد مواقع (جي بي إس) تحسباً لعدم رؤية المخلوقات حيث اكتشفوا في المتجر أن الطيور المستأنسة لها قدرة على التعرف على المخلوقات الغريبة فتنبه صاحبها من خلال رفرفة أجنحتها بشكل غير طبيعي.فتقرر المجموعة العودة إلى البيت الآمن بعد فقدهم لفرد من أفرادها خلال العملية فيبدأ شجار بينهم ثم يقوم فردين من المجموعة خلال الليل بسرقة السيارة الوحيدة والهروب بعيداً تاركين وراءهم الآخرين بدون أي وسيلة للنقل.
هنا ينتهي الفلاش باك ويتبين فيما بعد أن للمخلوقات الغريبة قدرة على التحكم بتصرفات المصابين ودفعهم على إرغام من حولهم من البشر الذين لم يشاهدوا المخلوقات على مشاهدتهم ليرتكبوا هم أيضا عملية انتحار فتغادر مالوري البيت الذي لم يصبح آمنا بعد الآن بصحبة توم والطفلين مُعصبي الأعين خصوصا بعد سماعهم بأمر قرية صغيرة للناجين أسفل الوادي بعد الغابة مباشرة. تصل مالوري برفقة الطفلين إلى القرية بينما يضحى توم بنفسه من أجل أن تنجو مالوري وطفليها.حيث تبين ان القرية هي في الأصل مشفى لفاقدي البصر، تقوم مالوري بتسمية ابنة صديقتها التي تبنتها «أولمبيا» وابنها «توم» تيمناً بصديقها وهناك يعيش الجميع بدون عصابة العينين حيث المكان مغطى بالأشجار ومحاط بالطيور.

## طاقم الفيلم
- ساندرا بولوك بدور مالوري هايز
- تريفانتي رودس بدور توم
- جاكي ويفر بدور شيريل
- روزا سالازار بدور لوسي
- دانيال ماكدونالد بدور أولمبيا
- ماشين غان كيلي بدور فيليكس
- ليل ريل هوري بدور تشارلي
- توم هولاندر بدور غاري
- بي دي ونغ بدور جريج
- بروت تايلور فينس بدور ريك
- سارة بولسون بدور جيسيكا هايس
- جون مالكوفيتش بدور دوغلاس
- فيفيان ليرا بلير بدور «فتاة»/أولمبيا[3]
- جوليان إدواردز بدور «ولد»/توم
- بارميندر ناغرا بدور د. لابام
- ريبيكا بيدجون بدور ليديا
- إيمي جومنيك بدور سامانثا
- تايلور هاندلي بدور جايسون
- هابي أندرسون بدور ذا ريفير مان
- ديفيد داستمالشيان بدور ويسلن مارادر
- كيث جاردين بدور يالينغ مارادر

## الإنتاج
تم أخذ حقوق رواية صندوق الطائر للكاتب جوش مالرمان عن طريق يونيفرسال بيكشرز عام 2013، قبل إصدار الكتاب.

### التصوير السينمائي
بدأت التصوير الرئيسي في كاليفورنيا في أكتوبر 2017. تم تصوير مشاهد الحياة البرية على نهر سميث في أقصى الجزء الشمالي من الولاية. تم تصوير المشهد الأخير في كلية سكريبس.

## الإصدار
عرض الفيلم أول عرض عالمي له في مهرجان معهد الفيلم الأمريكي في 12 نوفمبر، 2018.

## الاستقبال
في مراجعة مجمّع روتن توميتوز، حصل الفيلم على نسبة إعجاب بنسبة 63٪ استنادًا إلى 111 مراجعة، بمتوسط تقييم يبلغ 5.9 / 10. يقول الإجماع النقدي للموقع: «صندوق الطائر لم يصل أبداً إلى إمكانيات مذهلة، لكن التمثيل القوي والمزاج البارد بشكل فعال يقدمان تعويضًا متقطعًا بشكل متقطع.» في ميتاكريتيك، حصل الفيلم على متوسط مراجعات بلغ 52 من 100، على أساس 25 ناقد، مما يشير إلى «ردود فعل متباينة أو متوسطة».

## تحدي صندوق الطائر
في أستراليا، تعاونت نتفليكس مع أربعة من لاعبين في تويتش على أداء ما وصفوه بـ تحدي صندوق الطائر (بالإنجليزية: Bird Box challenge)، حيث يلعبون بعض ألعاب الفيديو الشائعة وهم معصوبي الأعين. ومع ذلك، أشتهر التحدي على الإنترنت حيث يقوم من يريد القيام بالتحدي بعصب عينيه ويحاول القيام بأنشطة يومية. وردا هذا التحدي، أصدرت نتفليكس عدة رسائل عبر وسائل التواصل الاجتماعي تنصح الناس بعدم القيام بهذا التحدي الأخير.

## وصلات خارجية
- مقالات تستعمل روابط فنية بلا صلة مع ويكي بيانات